# Лёвинское городское поселение
Лёвинское городское поселение — городское поселение в Оричевском районе Кировской области.
Административный центр — пгт Лёвинцы.

## Население
| 2009  | 2010  | 2011  | 2012  | 2013  | 2014  | 2015  |
| ----- | ----- | ----- | ----- | ----- | ----- | ----- |
| 2526  | ↘2145 | ↗2159 | ↗2195 | ↗2284 | ↘2260 | ↗2275 |
| 2016  | 2017  | 2018  | 2019  | 2020  | 2021  |       |
| ↘2260 | ↘2257 | ↘2222 | ↘2153 | ↗2169 | ↘1858 |       |

## Состав городского поселения
В состав городского поселения входит один населённый пункт — пгт Лёвинцы.

## Местное самоуправление
Лёвинская поселковая Дума
Избирается сроком на 5 лет. Состоит из 10 депутатов.
Глава городского поселения
- Гаврилова Наталья Николаевна

Глава администрации городского поселения
- Шемуранова Екатерина Александровна